# Liane Berkowitz
Pour les articles homonymes, voir Berkowitz.
Liane Berkowitz, née le 7 août 1923 à Berlin et exécutée le 5 août 1943 à la prison de Plötzensee dans la même ville, est une résistante allemande d'origine russe contre le national-socialisme qui fut proche de l'Orchestre rouge, guillotinée à Berlin à la veille de ses vingt ans.

## Biographie
Liane Berkowitz est la fille du premier violon et chef d'orchestre Victor Vassiliev et de sa femme, professeur de chant. La famille a fui en 1923 la Russie bolchévique jusqu'à Berlin, où Liane voit le jour. Peu après la mort de son père, sa mère épouse Henry Berkowitz qui adopte aussitôt Liane. Berkowitz l'inscrit en 1941 dans un lycée privé en cours du soir afin qu'elle prépare le baccalauréat.
Elle se rapproche d'un cercle d'amis autour de sa camarade de classe Eva Rittmeister et de son mari le docteur John Rittmeister, auquel appartiennent également Ursula Goetze, Otto Gollnow, Fritz Thiel et Friedrich Rehmer. Sous l'impulsion de Rittmeister, ce cercle d'amis évolue en un groupe d'opposants au Troisième Reich, qui travaillera plus tard avec Harro Schulze-Boysen (membre de l'Orchestre rouge) contre le régime nazi. Liane tombe amoureuse de Friedrich Rehmer ; elle est enceinte de lui lors de son arrestation.
Avec Otto Gollnow, Liane Berkowitz colle le soir du 17 mai 1942 une centaine d'affiches entre Kurfürstendamm et la Uhlandstraße à Berlin. Sur ces affiches on pouvait lire : « Ständige Ausstellung – Das Naziparadies – Krieg – Hunger – Lüge – Gestapo – Wie lange noch? »,. Il s'agit ainsi de protester contre l'exposition Das Sowjet-Paradies organisée par le Reichspropagandaleitung der NSDAP et de démontrer qu'une résistance anti-nationale-socialiste était encore active en Allemagne.
Liane Berkowitz est emprisonnée et mise en accusation le 26 septembre 1942. Friedrich Rehmer, qui était soigné à l'hôpital de Britz à Berlin d'une grave blessure de guerre sur le front de l'est, est sorti de l'hôpital et mis en prison le 29 novembre. Le 18 janvier 1943, la deuxième chambre du Tribunal de guerre du Reich condamne Liane Berkowitz, Rehmer, ainsi que d'autres participants au collage d'affiches « ...pour aide à la préparation d'une haute trahison et d'une collaboration avec l'ennemi ». Irina, la fille de Berkowitz, naît le 12 avril 1943 à la prison pour femmes de la rue Barnim. À partir de juillet 1943, Irina a été élevée par sa grand-mère.
Liane Berkowitz est guillotinée le 5 août 1943 à la prison de Plötzensee ; Friedrich Rehmer l'a été le 13 mai 1943. Leur fille Irina est morte en octobre 1943 à l'hôpital d'Eberswalde dans des circonstances troubles.
Liane Berkowitz habitait dans le quartier de Schöneberg, au numéro 1 de la place Viktoria-Luise, où une plaque célèbre son souvenir. Le 18 janvier 2000, une place Liane-Berkowitz a été inaugurée entre le Südwestkorso, la rue Wilhelmshöher et la rue Rheingau, dans le quartier de Friedenau.